# Paperino e l'orso freddoloso
Paperino e l'orso freddoloso (Bearly Asleep) è un film del 1955 diretto da Jack Hannah. È un cortometraggio animato realizzato, in Technicolor, dalla Walt Disney Productions, uscito negli Stati Uniti il 19 agosto 1955 e distribuito dalla RKO Radio Pictures. È stato distribuito anche come Paperino e l'orso surgelato e, a partire dagli anni novanta, Paperino, l'inverno e gli orsi.

## Trama
Quando gli ospiti del parco tornano a casa per l'inverno, Paperino e gli orsi salutano tutti, tranne l'Orso Onofrio, che dorme su un'amaca. Dopo averlo svegliato, Paperino conduce tutti gli orsi nella loro caverna per il letargo invernale. Onofrio, però, continua a infastidire i suoi simili, i quali lo allontanano dalla caverna. Onofrio cerca quindi di dormire prima in un tronco e poi in un tunnel ferroviario. Entrambi i tentativi falliscono, così l'orso si intrufola nella sede di Paperino. Il papero, però, non gradisce la sua presenza, così lo scaccia fuori, ma lui riesce a rientrare. Onofrio si nasconde prima nel box doccia e poi nel forno, ma alla fine viene comunque buttato fuori, insieme a varie cose, tra cui un cesto e un orsetto di peluche con la cuffietta da bebè. Così Onofrio si traveste da neonato e, quando bussa alla caverna, viene accolto dai suoi simili.

## Distribuzione

### Edizione italiana
Il cortometraggio fu distribuito in Italia il 2 aprile 1969 all'interno del programma Paperino show con il titolo Paperino e l'orso surgelato; il doppiaggio fu eseguito dalla C.D.C. e curato dal dialoghista Roberto De Leonardis. Nel 1993, per l'uscita in VHS, il corto fu ridoppiato dalla Royfilm in collaborazione con il Gruppo Trenta. Tale doppiaggio è stato usato nelle varie occasioni successive.

### Edizioni home video

#### VHS
- VideoParade vol. 8 (giugno 1993)[2]